# Pu'an
Pu’an (en chino, 普安; pinyin, Pǔ Ān; literalmente, ‘paz común’) es un condado bajo la administración directa de la Prefectura Qianxinan en la provincia de Guizhou, República Popular China.  Su área es de 1453 km² y su población total para 2010 superó los 250 mil habitantes.

## Administración
Desde julio de 2020, el  condado Pu’an se divide en 14 pueblos que se administran en 4 subdistritos,   8 poblados y 2 villas.